# 布拉德利縣 (田納西州)
布拉德利縣（英語：Bradley County）是美國田納西州東南部的一個縣，南鄰喬治亞州。面積859平方公里。根據2020年美國人口普查，共有人口108,620人。縣治克里夫蘭。
布拉德利縣成立於1836年5月2日。縣名紀念1812年戰爭中的將領愛德華·布拉德利。